# Hauereck
Das Hauereck ist ein 1306 m ü. A. hoher Berg der Fischbacher Alpen. Er liegt zum Großteil auf dem Gemeindegebiet von St. Kathrein am Hauenstein im Bezirk Weiz, aber teilweise auch auf dem Gemeindegebiet von Krieglach und Langenwang im Bezirk Bruck-Mürzzuschlag.

## Geschichte
In den Jahren 1922 und 1923 wurde die damals längste Materialseilbahn Mitteleuropas, gleichzeitig die längste Seilbahn Österreichs errichtet, um die Braunkohle von Ratten und St. Kathrein am Hauenstein nach Hönigsberg zur Südbahn zu bringen. Diese war ca. 12,7 km lang und hatte 126 aus Holz errichtete Stützen. Am Hauereck war eine Antriebsstation unweit der heutigen Bergstation des Hauerecklifts. Der Bergbau wurde 1960 eingestellt und die Seilbahn wurde stillgelegt und abgebaut.

## Tourismus
Seit dem Errichten des ersten Lifts im Jahr 1973 ist das Hauereck eines der beliebten Schigebiete im Osten Österreichs. Heute bietet es eine moderne kuppelbare Vierersesselbahn, einen Schlepplift sowie einen Übungshang für Anfänger.
Im Sommer gibt es einen sanften Wandertourismus Richtung Alpl, Pretul oder Treibachgraben. Unter anderem verläuft hier der Zentralalpenweg, ein österreichischer Weitwanderweg. Die am Hauereck gelegene Hauereckhütte des Österreichischen Touristenklubs (ÖTK) ist für Selbstversorger mit Schlüssel zugänglich, das private Hauereck-Schutzhaus ist ganzjährig bewirtschaftet. Das Roseggerhaus auf der Pretulalpe ist in ca. 2 Stunden erreichbar.